# Rachel Schneerson

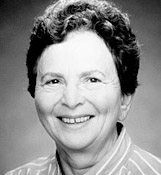
Rachel Schneerson, um 1996

Rachel Schneerson (* 25. April 1932 in Warschau) ist eine israelische Bakteriologin, Immunologin und Medizinerin.
Schneerson studierte Medizin an der Hebräischen Universität in Jerusalem (Haddasah Medical School) mit dem Abschluss 1958 und absolvierte den Arzt im Praktikum in Tel Aviv (Tel-Hashomer Government Hospital) und die Facharztausbildung in Pädiatrie in Chadera (Hillel-Jaffe Government Hospital) und Tel Aviv (Tel-Hashomer), wo sie danach Kinderärztin war (Facharztzulassung 1966). 1969 ging sie als Instructor in die Abteilung Pädiatrie und das Labor für Immunologie am Albert Einstein College of Medicine in New York. Dort begann ihre enge Zusammenarbeit mit John B. Robbins zur Entwicklung von Impfstoffen gegen bakterielle Infektionen von Kindern. 1970 gingen beide an das National Institute of Child Health and Human Development (NICHD, jetzt Eunice Kennedy Shriver National Institute of Child Health and Human Development) der National Institutes of Health und 1974 gingen beide in die Abteilung Bakterielle Produkte der US Food and Drug Administration. 1983 waren sie wieder am NICHD als Leiter des Laboratory for Developmental and Molecular Immunity. 1998 wurden sie gemeinsam Leiter der Abteilung Pathogenese bakterieller Infektionen und Immunität. 2012 gingen beide in den Ruhestand.
Sie entwickelte mit Robbins einen Impfstoff gegen Meningitis Typ B (Haemophilus influenzae b-Infektion, Hib, neben Meningitis kann er auch Epiglottitis und andere Entzündungen verursachen). Die Infektion befiel insbesondere Kleinkinder, war potentiell tödlich und verursachte schwere Hirnschäden. Die Infektion konnte dank ihres Impfstoffs in den USA nahezu ausgerottet wurde. Während es vor Einführung ihres Impfstoffs 1980 in den USA 20.000 Fälle gab, gab es in den Jahren 1996 bis 2000 nur 341 gemeldete Fälle in den USA, anderswo ist die Infektion aber noch weit verbreitet.
Schneerson und Robbins entwickelten auch Impfstoffe für Kinder unter anderem gegen Keuchhusten, Staphylokokken (u. a. Staphylococcus aureus) und Typhus.
Anfangs entwickelten sie einen Polysaccharid-Impfstoff (die Polysaccharide bildeten die Hülle des Bakteriums), der aber nicht bei Kindern unter 18 Monaten wirkte (Zulassung in den USA 1987). Dank eines Proteins, das an die Polysaccharide ankoppelte (Konjugierter Impfstoff), konnten sie die Wirkung auch auf Kinder unter 18 Monaten erweitern (Zulassung 1990).
1996 erhielt sie den Lasker~DeBakey Clinical Medical Research Award, 2017 den Prinz-Mahidol-Preis.